# Francis Gavan Power
Pour l’article homonyme, voir Power.
Francis (Frank) Gavan Power (13 juin 1918 - 1973) est un avocat et homme politique fédéral du Québec.

## Biographie
Né à Montréal, il sert comme lieutenant outre-mer durant la Seconde Guerre mondiale.
Élu député des Libéraux de Laurier dans la circonscription fédérale de Québec-Sud lors d'une élection partielle déclenchée en 1955 à la suite de la démission de son frère Charles Gavan Power. Réélu en 1957, il fut défait par le progressiste-conservateur Jacques Flynn en 1958.
Son père, William Power,est fut député fédéral de Québec-Ouest, son frère Charles Gavan Power est député de Québec-Sud, son petit-fils Lawrence Cannon, est député fédéral de Pontiac et ministre fédéral. Ses frères, James Power et Joe Power (en), sont des athlètes.